# Aprionus angulatus
Aprionus angulatus är en tvåvingeart som beskrevs av Boris Mamaev 1963. Aprionus angulatus ingår i släktet Aprionus och familjen gallmyggor. Arten är reproducerande i Sverige. Inga underarter finns listade i Catalogue of Life.